# Sant Joan Evangelista (Museu del Prado)
Sant Joan Evangelista és una obra d'El Greco. En el corpus pictòric d'aquest artista, es tracta d'una de les escasses representacions d'un apòstol aïllat, que no estigui aparellat amb una altra figura, o que formi part d'un apostolat- com és el cas d'altres representacions de Sant Joan Evangelista.
José Camón Aznar va seguir a August L. Mayer en l'intent de agrupar aquest llenç amb d'altres peçes soltes d'apòstols, per tal de reconstruir un apostolat incomplet, però aquestes obres no són homogènies, ni en la seva tipologia ni en el seu estil, ni tampoc tenen la bona qualitat d'aquesta peça del Museu del Prado. Tampoc és gaire convincent l'intent d'identificar aquesta peça amb el San Juan Evangelista de medio cuerpo de l'Inventari número-I, realitzat per Jorge Manuel Theotocópuli després de la mort del seu pare.

## Anàlisi de l'obra
Tant per les dimensions com per la tipologia, aquest llenç es relaciona amb les pintures corresponents dels apostolats del Museu del Greco i de la Catedral de Toledo. Es tracta de la mateixa figura, la mateixa roba i la mateixa actitud. El Greco representa Sant Joan Evangelista com un jovencell de trets força infantils, cabell arrissat i amb carnacions pàl·lides. Sant Joan sembla estar en diàleg amb algú proper a ell, a qui mostra un calze del qual en surt un dragonet, referència a un intent d'enverinament del qual, segons una llegenda, el Sant va sortir-ne indemne.
Tot i que la iconografía i el tipus són molt semblants als dels apostolats esmentats, aquesta variant del Museu del Prado és millor en conjunt. Les mans i el calze deuen ser obra del taller, perquè són d'una qualitat inferior, però la composició de la figura i la disposició del mantell rosat sobre la túnica verda són millors, més "arquitectònics".

## Procedència
- César Cabañas, Madrid (abans de l'any 1921)
- Donació de César Cabañas al Museu del Prado.